# Герчанівський Дмитро
Дмитро́ Герчанівський (30 вересня 1894, с. Ваньовичі, Самбірський район, Львівська область — 1 жовтня 1984, Лівонія, штат Мічиган, США) — український військовий і громадсько-політичний діяч, один із організаторів УВО.

## Життєпис
Народився 1894 року в селі Ваньовичі Самбірського повіту на Львівщині в тодішній Австро-Угорській імперії.
У 1914 році при формуванні Легіону Українських Січових Стрільців зарахований до 2 сотні поручника Романа Сушка, брав участь у численних боях. Під час одного з боїв полонений російськими солдатами, з іншими січовиками відправлений на Волгу в Царицин.
У листопаді 1918 перед повстанням проти Гетьманату очолював булавну сотню — обозники і майстри стрілецьких майстерень.
На початку лютого 1919 року Січові стрільці уступили Київ більшовикам, останнім зі столиці УНР вийшов курінь під командуванням сотника Герчанівського з групи полковника Івана Чмоли; січовики відступили до Проскурова (нині Хмельницький).
З половини 1920 року зі своєю сотнею воював у 2 пішому полку Січових стрільців, що складався в основу якого складали білоцерківські селяни та галицькі новобранці.
В часі Другого Зимового походу — у Волинській групі, ад'ютант начальника повстансько-партизанського штабу УНР, а з 23 жовтня 1921 року Штабу Повстанської армії УНР Юрія Отмарштейна. Тоді він писав стрілецькі листівки та матеріали і підписував їх псевдонімом Дмитро Стрілець (або Січовик).
З 1921 року входив до Начальної команди організації (майбутньої УВО), яка після реорганізаційних дій Євгена Коновальця замінила Начальну колегію.
Дружні стосунки пов'язували його з Євгеном Коновальцем. Коли провідника УВО переслідувала поліція, вирішено переправити його за кордон, що доручили Герчанівському.
В 1930-х роках обіймав посаду інженера — закінчив технічний факультет[чого?].
Перед приходом радянської влади в Галичину емігрував за кордон, згодом оселився у США. Розвинув активну громадську і публіцистичну діяльність: публікації в часописі «Вісті комбатанта» та інших виданнях, статті на стрілецьку тематику («Початки січових стрільців», «Прикметні риси січових стрільців», «В російському полоні»). 1963 року в Мюнхені вийшла книга «Вигнати окупанта» (перевидана 1969 року в Детройті накладом автора).
Дмитро Герчанівський помер 1 жовтня 1984 року.